# Класика Хаэн Параисо Интериор 2025
4-й выпуск  Класика Хаэн Параисо Интериор — шоссейной однодневной велогонки по дорогам Испании. Гонка прошла 17 февраля 2025 года в рамках Европейского тура UCI 2025, категория 1.1. Победу одержал польский велогонщик Михаил Квятковский.

## Участники
В гонке приняло участие 13 команд: 5 категории UCI WorldTeam, 6 проконтинентальных команды и 1 континентальных. Также в гонке участвовала сборная Испании.
| UCI WorldTeams (5)- Movistar Team - Ineos Grenadiers - UAE Team Emirates XRG - Team Visma \| Lease a Bike - Decathlon AG2R La Mondiale Team UCI ProTeams (6)- Burgos-Burpellet-BH - Caja Rural-Seguros RGA - Euskaltel-Euskadi - Team Flanders-Baloise - Q36.5 Pro Cycling Team - Equipo Kern Pharma UCI Continental Team- Illes Balears Arabay Национальная сборная- Испания |
| |

## Маршрут
Маршрут стартовал и закончился в Убеде, имея 169,2 километра по уникальной трассе, известной как Лос-Каминос-де-Оливос. Трасса сохранила свою классическую форму, сочетая асфальт с труднопроходимыми местами в провинции Хаэн. Первая половина гонки прошла по асфальту, создавая условия для изматывающей борьбы на изломанном профиле. Однако настоящая битва развернулась на последних 90 километрах, когда участники вступили на десять «Оливковых дорог». Здесь мастерство прохождения грунтовых участков стал ключевым фактором в определении победителя гонки. Между этими секторами повторились уже знакомые места, такие как Санта-Эулалия и Гваделупа, а три новых участка — Ванделвира, Мар-де-Оливос и Хуанкабальо — которые придали этому выпуску дополнительную сложность. Гонка включила в себя общий перепад высот в 2542 метра. Решающий отрезок сосредоточен на последних 34 километрах, где гонщики прошли два круга через Хуанкабальо, Санта-Эулалию, Гваделупу и Ванделвиру, с выходом на финишную прямую.

## Ход гонки
С первых километров гонки начал формировался отрыв дня, который за 141 километр до финиша имел следующий состав: Клеман Альено (Burgos-Burpellet-BH), Йентль Вандевельде (Team Flanders-Baloise) и испанец Хулен Арриола-Бенгоа (Caja Rural-Seguros RGA), а также Эдгар Курто и Рикар Фито (Illes Balears Arabay Cycling), Адриан Бенито Гонсалес (Сборная Испании) и Ибон Руис (Kern Pharma). Разница между этими гонщиками достигла четырех минут, но пелотон, ведомый UAE Team Emirates XRG и Visma-Lease Bike, начал сокращать ее при въезде в секторы грунтовки. Напряженность усилилась из-за атак таких гонщиков, как Михал Квятковский и Брэндон Макналти (UAE Team Emirates XRG), которым удалось догнать некоторых из беглецов за 64 километра до финиша. Гонка стала столкновением между отколовшимися и группой фаворитов, в которой выделялись такие имена, как Иган Бернал, Воут ван Арт, Сепп Кусс, Тим Велленс и Игорь Арриета. Ключевой момент наступил в 15 километрах от финиша, когда Брэндон Макналти получил прокол и выбыл из борьбы за победу. В это время Михал Квятковски и Ибон Руис лидировали в гонке с преимуществом в 40 секунд над группой преследователей. Поляку удалось сбросить соперника с колеса и самостоятельно докатить до финиша. Бросившийся его догонять Айзек Дель Торо из UAE Emirates-XRG хотя и сумел существенно сократить отрыв, а также догнать и обойти Руиса, но достать Квятковского ему уже было не суждено — слишком мало оставалось до финиша километров. В итоге мексиканский гонщик финишировал через полминуты после поляка. А вот Руис из последних сил сохранил за собой третье место, уступив 46 секунд.

## Результаты
| \| Генеральная классификация \| Генеральная классификация \| Генеральная классификация \| Генеральная классификация \| Генеральная классификация \| \| Гонщик \| Гонщик \| Команда \| Время \| \| \| ------------------------- \| ------------------------- \| -------------------------- \| ------------------------- \| ------------------------- \| \| 1-й \| Михал Квятковский \| Ineos Grenadiers \| 4ч 00' 25 \| \| \| 2-й \| Исаак Дель Торо \| UAE Team Emirates XRG \| + 31 \| \| \| 3-й \| Ибон Руис \| Equipo Kern Pharma \| + 46 \| \| \| 4-й \| Jordan Labrosse \| Decathlon-AG2R La Mondiale \| + 1' 53 \| \| \| 5-й \| Аксель Лоранс \| Ineos Grenadiers \| + 1' 53 \| \| \| 6-й \| Эрик Фагундез \| Burgos-Burpellet-BH \| + 1' 57 \| \| \| 7-й \| Клеман Берте \| Decathlon-AG2R La Mondiale \| + 1' 57 \| \| \| 8-й \| Карлос Канал \| Movistar Team \| + 1' 57 \| \| \| 9-й \| Бен Талэтт \| Team Visma \\| Lease a Bike \| + 1' 59 \| \| \| 10-й \| Тим Велленс \| UAE Team Emirates XRG \| + 2' 00 \| \| |                   |                            |           |
| |                   |                            |           |
| Источник: ProCyclingStats |                   |                            |           |
| Генеральная классификация |                   |                            |           |
| Гонщик | Гонщик            | Команда                    | Время     |
| 1-й | Михал Квятковский | Ineos Grenadiers           | 4ч 00' 25 |
| 2-й | Исаак Дель Торо   | UAE Team Emirates XRG      | + 31      |
| 3-й | Ибон Руис         | Equipo Kern Pharma         | + 46      |
| 4-й | Jordan Labrosse   | Decathlon-AG2R La Mondiale | + 1' 53   |
| 5-й | Аксель Лоранс     | Ineos Grenadiers           | + 1' 53   |
| 6-й | Эрик Фагундез     | Burgos-Burpellet-BH        | + 1' 57   |
| 7-й | Клеман Берте      | Decathlon-AG2R La Mondiale | + 1' 57   |
| 8-й | Карлос Канал      | Movistar Team              | + 1' 57   |
| 9-й | Бен Талэтт        | Team Visma \| Lease a Bike | + 1' 59   |
| 10-й | Тим Велленс       | UAE Team Emirates XRG      | + 2' 00   |